# بولخ
بُلش أو بُلخ (بالألمانية: Polch) هي بلدة ألمانية تقع في ألمانيا في راينلند بالاتينات. يقدر عدد سكانها بـ 6,609 نسمة .